# Дозирчий, Дмитрий Леонидович
Дми́трий Леони́дович Дози́рчий (укр. Дмитро Леонідович Дозірчий; 8 ноября 1997, Литин) — украинский военнослужащий, майор, участник российско-украинской войны. Герой Украины (2022).   

## Биография
С детства Дмитрий увлекался военной техникой и занимался тхэквондо, где достиг уровня чёрного пояса и становился призёром областных и всеукраинских соревнований. После посещения военного парада в Киеве в школьные годы он твёрдо решил связать свою жизнь с армией. В 2015 году поступил в Национальную академию сухопутных войск имени гетмана Петра Сагайдачного во Львове, где уже училась его старшая сестра Оксана. Окончил академию в 2019 году по специальности «управление действиями механизированных и танковых подразделений» и начал службу в должности командира танкового взвода.
С началом полномасштабного вторжения России в Украину 24 февраля 2022 года старший лейтенант Дозирчий командовал танковой ротой 59-й отдельной мотопехотной бригады. В первый день войны, в районе города Алёшки Херсонской области, он успешно прорвал вражескую оборону на мосту, что позволило вывести колонны своей бригады из окружения.

## Награды
- Звание «Герой Украины» с удостоением ордена «Золотая Звезда» (16 марта 2022) — за личное мужество и героизм, проявленные в защите государственного суверенитета и территориальной целостности Украины, верность военной присяге[4].